# Autoroute A7 (Bulgarie)
Pour les articles homonymes, voir Autoroute A7.
L’autoroute Roussé - Véliko Tarnovo (en bulgare : Автомагистрала Русе – Велико Търново, sigle A7), une autoroute en cours de construction en Bulgarie, qui relierait les villes de Roussé et de Véliko Tarnovo et, au-delà, Bucarest (Roumanie) - via le Pont de l'amitié Roussé-Giurgiu - et Sofia (Bulgarie).
La longueur totale de l'autoroute sera de 132,84 km. Elle débutera à Marten, à 3 km à l'est du Pont de l'amitié Roussé-Giurgiu - qui enjambe le Danube - depuis un carrefour qui permettra d'accéder à la route II-21 Roussé - Silistra et au futur troisième pont sur le Danube. Elle atteindra la ville de Debelets, où le trafic sera divisé en direction du col de la République et du col de Chipka.
La construction de deux tronçons a commencé près de Byala en 2023 mais, aucun tronçon de l'autoroute n'est en exploitation.

## Histoire
La Route républicaine I-5 est l'une des routes les plus chargées et les plus accidentogènes en Bulgarie.
Les plans initiaux établis en 2009-2010 étaient de transformer l'actuelle route en voie rapide, qui irait de Roussé jusqu'à Svilengrad, dans le sud du pays, en passant par Veliko Tarnovo. Une voie rapide aurait permis une réalisation rapide et à moindre coût. L'Agence de l'infrastructure routière lança, en mai 2012, un appel à projets et un appel à investisseurs. Dans un premier temps le Qatar et la Turquie firent part de leur intérêt puis cette dernière se retira. Néanmoins l'appel d'offre pour une étude préalable fut lancé en octobre de la même année.
Face à l'importance du trafic entre Roussé et Véliko Tarnovo et entre Roussé et Sofia, il fut décidé, en février 2015, de construire une autoroute mais uniquement entre Roussé et Véliko Tarnovo, sans qu'elle se poursuive au sud. Le 27 mars 2015, l'Agence de l'infrastructure routière lança un appel d'offres pour la conception du projet d'autoroute et un contrat de conception fut signé, le 13 octobre 2015, avec la société Inzhkonsultproekt. Le 19 août 2016, un contrat fut signé avec la même société pour le « Développement d'un projet de plan d'aménagement détaillé - plan parcellaire du site : "Roussé - Veliko Tarnovo", tronçons "Roussé - Byala" et "Contournement de la ville de Byala". Le 11 octobre 2019, un contrat fut signé pour la recherche de sites archéologiques le long du projet de tracé. L'Agence de l'infrastructure routière a conçu un projet de construction qui serait divisé en 3 tronçons (Roussé à Byala, contournement de Byala, Byala à Véliko Tarnovo) et dont le financement sera assuré dans le cadre du Programme Connectivité des transports 2021-2027. Elle a lancé un appel d'offres, en décembre 2020, pour la conception et la construction d'une première partie de l'autoroute, d'une longueur de 75.6 km et pour valeur estimée de 982,74 millions de levas hors TVA. L'appel d'offre était divisé en deux lots distincts : l'un portait sur le tronçon de Roussé à Byala alors que le second comprenait le contournement de Byala. Enfin, le 14 septembre 2022, l'autoroute fut déclarée objet d'importance nationale.
L'avant-projet qui a été approuvé prévoit une autoroute de gabarit G27, avec deux fois deux voies circulation, une bande d'arrêt d'urgence de chaque côté, une bande de séparation médiane, des glissières latérales, 22 ponts et viaducs, 3 tunnels, 18 bretelles d'accès, 12 ponts traversants, 9 tunnels traversants et 8 aires de repos.

## Sorties
| Sortie | Nom             | km    | Destination                 | Voies | Observation            |
| ------ | --------------- | ----- | --------------------------- | ----- | ---------------------- |
|        | Marten          | 0     | Marten, Roumanie            |       | Planifié               |
|        |                 | 0,6   | Roussé, Silistra            |       | Marché public en cours |
|        |                 | 6,5   | Roussé, Nikolovo            |       | Marché public en cours |
|        |                 | 14,6  | Roussé, Razgrad             |       | Marché public en cours |
|        |                 | 23,3  | Bassarbovo, Ivanovo         |       | Marché public en cours |
|        |                 | 28    | Ivanovo                     |       | Marché public en cours |
|        |                 | 40,1  | Roussé, Byala               |       | Marché public en cours |
|        |                 | 44,6  | Obretenik, Gorno Ablanovo   |       | Marché public en cours |
|        | Tsénovo         | 61,7  | Byala, Vardim               |       | En construction        |
|        | Gara Byala      | 68,6  | Byala                       |       | En construction        |
|        |                 | 75,3  | Byala, Pleven               |       | Marché public en cours |
|        |                 | 82,2  | Polski Trémbèche, Svichtov  |       | Planifié               |
|        |                 | 89,7  | Polski Trémbèche, Pavlikeni |       | Planifié               |
|        |                 | 93,8  | Samovodéné, Alekovo         |       | Planifié               |
|        |                 | 102,8 | Sofia, Varna                |       | Planifié               |
|        |                 | 111,7 | Pavlikeni, Samovodene       |       | Planifié               |
|        |                 | 120   | Veliko Tarnovo, Sevlievo    |       | Planifié               |
|        | Tunnel (725 m)  | 122,4 |                             |       | Planifié               |
|        | Tunnel (1364 m) | 125,8 |                             |       | Planifié               |
|        |                 | 132,4 | Roussé, Makaza              |       | Planifié               |